# Grafheuvels in Nederland

Verspreiding grafheuvels in Nederland. In rood "gewone" grafheuvels, in blauw heuvels met urnenvelden.

De grafheuvels in Nederland zijn afkomstig uit verschillende perioden, van de kopertijd tot de Romeinse tijd. Ook in meer recentere jaren zijn grafheuvels opgeworpen, deze vallen echter buiten deze beschouwing.

## Archeologisch onderzoek en bescherming
De eerste 'schatgraver' met wetenschappelijke belangstelling was dominee Johan Picardt. Hij deed al in de zeventiende eeuw onderzoek naar grafheuvels en hunebedden.
Grafheuvels staan geregistreerd op de lijst van archeologische monumenten en ze genieten bescherming volgens de Monumentenwet. Om de wetenschappelijke en landschappelijke waarde ervan te bewaren worden de overblijfselen geconsolideerd door het verwijderen van begroeiing en het herstellen van beschadigingen. In bepaalde gevallen worden, uit toeristische en educatieve overwegingen, heuvels die zijn verdwenen maar waarvan de gegevens nog wel bekend zijn geheel gereconstrueerd. Er is veel archeologisch onderzoek gedaan naar grafheuvels. Professor Albert van Giffen bedacht hiervoor de kwadrantenmethode.
Hoewel er in de loop der eeuwen veel zijn verdwenen, is de plek van zo'n 3000 grafheuvels bekend, waarvan 636 terreinen aangewezen zijn als rijksbeschermd monument.

## Geschiedenis

### Kopertijd
De oudst bekende grafheuvel in Nederland werd ongeveer 5000 jaar geleden aan het begin van de kopertijd aangelegd bij Apeldoorn door mensen van de standvoetbekercultuur, een ondergroep van de touwbekercultuur (2900-2400 v.Chr.). Deze volgde op de neolithische trechterbekercultuur (4000-2800 v.Chr.), bekend van de hunebedden, gemeenschappelijke grafkamers die gebruikt werden voor de bijlegging van botten. Daarnaast kwamen ook eenvoudige vlakgraven voor. Bij de standvoetbekercultuur (of enkelgrafcultuur) werden de doden in afzonderlijke graven begraven. Ze was sterk beïnvloed door de steppeculturen van Zuid-Rusland, zoals de kuilgrafcultuur. Deze brachten een nieuwe levenswijze met meer nadruk op persoonlijke status en individuele graven, die in ieder geval bij aangeziene personen bedekt werden door een grafheuvel. Volgens de koerganhypothese, genoemd naar de Oost-Slavische benaming voor grafheuvels, brachten zij ook de Indo-Europese talen naar Midden- en West-Europa.
Een andere kopertijdcultuur met voor die periode opvallend rijke graven is de klokbekercultuur (circa 2600-2200 v.Chr.).

### Bronstijd
Concentraties van grafheuvels uit de bronstijd bevinden zich op de Utrechtse Heuvelrug, Veluwe en in Drenthe. In het noorden zijn grafheuvels uit de Elpcultuur (1800-800 v.Chr.) in Nederland gevonden, zoals de grafheuvel van de dame van Weerdinge (ca. 1300 v.Chr.). In Midden- en Zuid-Nederland zijn grafheuvels van de Hilversumcultuur (1800-1200 v.Chr.) aangetroffen, zoals de grafheuvels Bosberg Swalmen.

### IJzertijd
Uit de latere Brons- en vroege IJzertijd zijn een aantal zeer grote en rijke grafheuvels bekend, zogenaamde vorstengraven. Het Hamertgrafveld in Bergen is een van de in Nederland aangetroffen vorstengraven. Er werden resten van de klokbekercultuur en de Kalenderbergcultuur (Hallstattperiode, 800-500 v.Chr.) aangetroffen. Dit grafveld is ontgonnen, de enige grafheuvel die is overgebleven is de Scherpenheuvel. 
Ook in de Romeinse tijd werden er nog grafheuvels (Latijn: tumuli) opgeworpen. Aan het begin van de Middeleeuwen en met de invoering van het Christendom eindigde de traditie.

## Drenthe
| Drenthe          | Drenthe | Drenthe                                        | Drenthe                                                                                             |
| Plaats           | Beschrijving | Periode                                        | Afbeelding                                                                                          |
| ---------------- | --- | ---------------------------------------------- | --------------------------------------------------------------------------------------------------- |
| Anloo            | grafheuvels en hunebedden in Boswachterij Anloo                                                                                        |                                                | |
| Anloo            | Rond zestig grafheuvels in het De Strubben-Kniphorstbos tussen Anloo en Schipborg, in het gebied liggen ook hunebedden                 |                                                | Een gereconstrueerde grafheuvel met infopaneel bij het driemarkenpunt bij Anloo, Annen en Zuidlaren |
| Annen            | grafheuvel | kopertijd of bronstijd                         | |
| Balloo           | grafheuvels op het Balloërveld |                                                | Zandweg met in de verte enkele grafheuvels op het Balloërveld                                       |
| Borger           | grafheuvel aan de Drouwenerstraat |                                                | |
| Dwingeloo        | grafheuvels in de omgeving van het Smitsveen                                                                                           | midden-bronstijd                               | |
| Doldersum        | de majoor en generaal in het Nationaal Park Drents-Friese Wold                                                                         |                                                | |
| Drouwen          | grafheuvel van de Hoofdman van Drouwen                                                                                                 | wikkeldraadbekercultuur                        | |
| Eelde            | grafheuvels |                                                | |
| Eext             | grafheuvel | bronstijd en/of kopertijd                      | Grafheuvel langs de provinciale weg in Eext                                                         |
| Emmen            | grafheuvel |                                                | |
| Gasteren         | grafheuvels | kopertijd en/of de bronstijd en de ijzertijd   | Het Bossienbargie, een vergraven grafheuvel                                                         |
| Havelte          | zo'n 12 grafheuvels | trechterbekercultuur                           | |
| Holtinge         | 12 grafheuvels |                                                | |
| Hooghalen        | grafheuvel gevonden in 2002: de heuvel is circa 16 meter in doorsnee en 70 centimeter hoog en grotendeels intact                       | 3000 v.Chr. tot het begin van onze jaartelling | |
| Midlaren         | twee grafheuvels | ijzertijd                                      | |
| Odoorn           | grafheuvel |                                                | |
| Oosterhesselen   | bij buurtschap Grevenberg ligt de Grevenberg of Grevenbarg (gravenheuvel) op een kringgreppelurnenveld nabij het Hunnenkerkhof         | kopertijd                                      | |
| Peest            | de Negen Bergen op het Noordsche Veld met meerdere grafheuvels                                                                         |                                                | |
| Pesse            | grafheuvel (brandheuvel) ten westen van de Boerveenseplassen; zeven grafheuvels vlak bij Fluitenberg                                   | IJzertijd/Romeinse tijd                        | |
| Rolde            | grafheuvel op de Kampsheide |                                                | |
| Uffelte          | verscheidene grafheuvels |                                                | Grafheuvel in het Uffelterzand                                                                      |
| Valthe en Odoorn | meerdere grafheuvels (en hunebedden) bij het Eppiesbargie in het Valtherbos                                                            |                                                | |
| Vledder          | grafheuvels in de omgeving, zie ook Havelterberg                                                                                       |                                                | |
| Westerbork       | Kamp Westerbork kreeg na WOII als opvangkamp voor KNIL-militairen de naam Schattenberg, naar een prehistorische grafheuvel in de buurt |                                                | |
| Westerveld       | tientallen grafheuvels en enkele hunebedden                                                                                            |                                                | |
| Zeijerveld       | grafheuvel (Jodenbergje), opgegraven door Van Giffen en inmiddels verdwenen                                                            |                                                | |

## Friesland
| Friesland   | Friesland                                          | Friesland | Friesland  |
| Plaats      | Beschrijving                                       | Periode   | Afbeelding |
| ----------- | -------------------------------------------------- | --------- | ---------- |
| Allardsoog  | grafheuvels langs de oude weg over de heide        | kopertijd |            |
| Donkerbroek | Verdwenen grafheuvel "De Galgenberg"               |           |            |
| Wijnjewoude | grafheuvel ten noordwesten van de Duurswouderheide |           |            |

## Gelderland
| Gelderland                 | Gelderland | Gelderland                                 | Gelderland                   |
| Plaats                     | Beschrijving | Periode                                    | Afbeelding                   |
| -------------------------- | --- | ------------------------------------------ | ---------------------------- |
| Aalten                     | vijf urnenvelden, twee grafheuvels                                                                                 |                                            |                              |
| Apeldoorn                  | grafheuvels op de Loenermark                                                                                       |                                            |                              |
| Arnhem                     | meerdere grafheuvels, waaronder een terrein met 11 grafheuvels                                                     | kopertijd en/of bronstijd en ijzertijd     | Grafheuvel Molenheuvel       |
| Berg en Dal                | |                                            | Grafheuvel in bos            |
| Berkelland (in Eibergen)   | vijf grafheuvels                                                                                                   |                                            |                              |
| Bennekom                   | enkele grafheuvels in de omgeving                                                                                  | kopertijd en/of bronstijd                  | Grafheuvel bij de Bosbeekweg |
| Ede                        | Op landgoed Kernhem ligt grafheuvel de Doolhof                                                                     | bronstijd                                  |                              |
| Ede                        | Ginkelse Heide |                                            |                              |
| Ede                        | Op de Eder Heide ligt de "Drieberg", drie bij elkaar gelegen grafheuvels met in de nabije omgeving nog een tweetal |                                            |                              |
| Garderen                   | grafheuvel | kopertijd en/of de bronstijd               |                              |
| Epe                        | grafheuvels, onder meer aan de Koekenbergweg en op Tongeren                                                        |                                            |                              |
| Ermelo                     | Grafheuvels op de Ermelosche Heide                                                                                 | klokbekercultuur                           |                              |
| Ermelo                     | grafheuvels op landgoed Nieuw Groevenbeek, zie ook Oud Groevenbeek en de Groevenbeekse heide.                      |                                            |                              |
| Heelsum                    | enkele grafheuvels niet ver van de kerk                                                                            |                                            |                              |
| Lievelde                   | grafheuvels |                                            |                              |
| Niersen                    | grafheuvels langs de oude weg                                                                                      |                                            |                              |
| Nijmegen                   | grafheuvels, zie ook Ulpia Noviomagus Batavorum                                                                    | bronstijd                                  |                              |
| Oosterbeek                 | 9 grafheuvels, waarvan 7 achter Hotel De Bilderberg                                                                |                                            |                              |
| Putten                     | grafheuvels in het Speulder- en Sprielderbos, hier zijn volksverhalen rondom een weggezakt oud klooster            |                                            |                              |
| Renkum                     | grafheuvels in de bossen, de vondsten zijn te zien in het gemeentemuseum in Arnhem                                 |                                            |                              |
| Stroe                      | grafheuvel | kopertijd of bronstijd                     |                              |
| Terborg                    | het Jodenbergje |                                            |                              |
| Vaassen                    | grafheuvels ten noordwesten                                                                                        |                                            |                              |
| Vierhouten                 | meerdere grafheuvels in de omgeving                                                                                |                                            |                              |
| Wageningen                 | 11 grafheuvels op de Wageningse Berg - Overzicht op Grafheuvels in Wageningen                                      | kopertijd, bronstijd en mogelijk ijzertijd |                              |
| Warnsborn en Schaarsbergen | grafheuvels | enkelgrafcultuur (ca. 2400 v.Chr.)         |                              |
| Wolfheze                   | zo'n twintig grafheuvels                                                                                           |                                            |                              |

## Groningen
| Groningen   | Groningen                  | Groningen | Groningen  |
| Plaats      | Beschrijving               | Periode   | Afbeelding |
| ----------- | -------------------------- | --------- | ---------- |
| Haren       | grafheuvels en een hunebed |           |            |
| Westerwolde | grafheuvels                |           |            |

## Limburg
| Limburg         | Limburg | Limburg | Limburg                        |
| Plaats          | Beschrijving | Periode | Afbeelding                     |
| --------------- | --- | --- | ------------------------------ |
| Achel           | enkele gerestaureerde grafheuvels in De Grote Haart | vroege ijzertijd (700-450 v.Chr.)                                                                          |                                |
| Bergen          | in 1992 gerestaureerd vorstengraf op landgoed De Hamert, ook wel Scherpenheuvel genoemd | Bronstijd, in het omringende grafveld werden urnen uit de klokbekercultuur en Kalenderbergcultuur gevonden |                                |
| Boukoul         | grafheuvel bij grenspaal 425, aan de romeinse weg Heerlen-Xanten | kopertijd                                                                                                  |                                |
| Grevenbicht     | Romeinse grafheuvel uit de tweede eeuw die in de negentiende eeuw werd hergebruikt als begraafplaats voor de Joodse gemeenschap zodat deze van oorsprong heidense oude Romeinse grafheuvel nu bekend staat als het Jodenbergje  | tweede eeuw                                                                                                |                                |
| Gronsveld       | grafheuvels Savelsbos, zeven opgegraven grafheuvels in het Savelsbos, een gerestaureerd | bronstijd                                                                                                  | Gerestaureerde grafheuvel      |
| Haelen          | 4 grafheuvels en een urnenveld | bronstijd/ijzertijd                                                                                        | Langbed bij Haelen             |
| Hegelsom        | Vorstengraf te Hegelsom | vroege ijzertijd (ca. 700 v.Chr.)                                                                          |                                |
| Heythuysen      | 4 grafheuvels nabij “de Busjop” | brons-/ijzertijd                                                                                           |                                |
| Meerlo          | grafheuvel langs het Pieterpad. Uit archeologisch onderzoek, in 1967 uitgevoerd door de Universiteit Leiden, is gebleken dat hier urnen met de resten van ten minste 100 doden zijn bijgezet. De datering ervan is onduidelijk. | late bronstijd                                                                                             | Grafheuvel aan de Postbaan     |
| Raren en Vijlen | grafheuvels in het Malenbos. Het “Kindergraf” is aan één kant open en inmiddels voorzien van een informatiebordje. Dit graf dankt zijn naam aan de melktandjes die er tussen de crematieresten werden gevonden                  | bandkeramische cultuur                                                                                     |                                |
| Sittard         | Romeinse grafheuvel de Auveleberg. Ook in de wijk Hoogveld zijn grafheuvels aangetroffen | Romeinse tijd                                                                                              |                                |
| Swalmen         | Meerdere groepen grafheuvels, waaronder de grafheuvels aan de Kroppestraat en de grafheuvels op de Bosberg | kopertijd en/of bronstijd                                                                                  | Grafheuvel aan de Kroppestraat |
| Vaals           | Grafheuvels Vijlenerbos | bandkeramische cultuur                                                                                     |                                |
| Vaals           | Grafheuvel Vaalserberg | kopertijd en/of bronstijd                                                                                  |                                |
| Venlo           | grafheuvels op de Jammerdaalse Heide | vroege ijzertijd                                                                                           |                                |
| Weert           | grafheuvels op de Boshoverheide | late bronstijd                                                                                             |                                |
| Wellerlooi      | grafheuvel | ijzertijd                                                                                                  |                                |

## Noord-Brabant
| Noord-Brabant | Noord-Brabant | Noord-Brabant                             | Noord-Brabant                                                                                                  |
| Plaats        | Beschrijving | Periode                                   | Afbeelding |
| ------------- | --- | ----------------------------------------- | --- |
| Best          | Bij een van de grafheuvels werd een vorm aangetroffen die sterk herinnert aan de aanleg van Keltische tempeltjes. | vondsten uit de La Tène-periode           | |
| Bergeijk      | grafheuvels |                                           | |
| Cuijk         | grafheuvels | bronstijd                                 | |
| Hoogeloon     | De Zwarte Berg (Kabouterberg of Smousenberg, dat wil zeggen jodenberg) aan de Groenstraat, een van de grootste en hoogste grafheuvels van Nederland en België. In de jaren 80 van de 20e eeuw zijn de grafheuvel, een Romeins grafveld en een fragment van een Romeinse weg onderzocht.                                | bronstijd                                 | |
| Knegsel       | terrein met 2 en terrein met 8 grafheuvels |                                           | |
| Nuenen        | grafheuvels |                                           | |
| Oss           | Het (gedeeltelijk gerestaureerde) Vorstengraf is een van de grootste grafheuvels van Nederland, in 2009 werd een ongeveer even grote grafheuvel in de omgeving ontdekt. Deze grafheuvels liggen bij het knooppunt Paalgraven, waar ook de Zevenbergen liggen. Er werd ook onderzoek gedaan in het omringende grafveld. | ijzertijd, ca. 600 v.Chr.                 | Luchtfoto van het Vorstengraf met kringgreppel- en vlakgraven, de Zwaardweg loopt door de omtrek van de heuvel |
| Riethoven     | Een nederzetting en grafveld uit de Romeinse tijd op de Heesmortel bij Riethoven |                                           | |
| Someren       | grafheuvels, de vorm staat nu bekend als langbedden van het type Someren |                                           | |
| Schaijk       | grafheuvel op de Gaalse Heide |                                           | |
| Steensel      | een grafheuvel en de ringwalheuvel grafheuvel Gendersteyn | Hilversumcultuur                          | Grafheuvel Gendersteyn in Steensel                                                                             |
| Tommel        | grafheuvels in de buurt opgegraven |                                           | |
| Uden          | In 2011 werd het derde Vorstengraf (naast de twee eerder aangetroffen Vorstengraven bij Oss) gevonden. | vroege ijzertijd (ca. 700 v.Chr)          | |
| Veldhoven     | een aantal gerestaureerde grafheuvels, zie ook Molenvelden, Toterfout, Oerle, Halfmijl en Heers | kopertijd en bronstijd (Hilversumcultuur) | |
| Wintelre      | grafheuvels |                                           | |
| Goirle        | grafheuvels op de Regte Heide, diverse cirkels van houten palen uit de bronstijd gevonden en gerestaureerd | Bronstijd                                 | |

## Noord-Holland
| Noord-Holland | Noord-Holland | Noord-Holland                    | Noord-Holland                               |
| Plaats        | Beschrijving | Periode                          | Afbeelding                                  |
| ------------- | --- | -------------------------------- | ------------------------------------------- |
| Andijk        | twintig grafheuvels |                                  |                                             |
| Enkhuizen     | grafheuvel |                                  |                                             |
| Het Gooi      | grafheuvels | vondsten uit de Hilversumcultuur |                                             |
| Grootebroek   | drie grafheuvels; één bij de Overstort en twee bij de Voetakkers                                                                           | bronstijd                        | Grafheuvel in Grootebroek, aan de Overstort |
| Haarle        | grafheuvel aan de Hakeweg, het Haarlerveld                                                                                                 | kopertijd en/of bronstijd        |                                             |
| Heiloo        | grafheuvel |                                  |                                             |
| Hoogkarspel   | grafheuvels | verschillende perioden           |                                             |
| Huizen        | grafheuvel in het Bikbergerbos |                                  |                                             |
| Laren         | grafheuvel aan de Doodweg, de Hilversumse heide, op de Zuiderheide, de Zeven Bergjes genoemd                                               | kopertijd en/of bronstijd        |                                             |
| Medemblik     | twee grafheuvels | midden-bronstijd                 |                                             |
| Oostwoud      | twee grafheuvels aangelegd op akkerland | midden-bronstijd                 |                                             |
| Opperdoes     | grafheuvels |                                  |                                             |
| Velsen        | grafheuvels in de buurt |                                  |                                             |
| De Waal       | Betreft een in 1777 afgegraven tumulus die enkele honderden meters ten oosten van De Waal (Texel) lag, die de Sommeltjesberg genoemd werd. | Romeinse tijd                    |                                             |
| Wervershoof   | grafheuvels | bronstijd                        |                                             |
| Westwoud      | grafheuvel | vroege of midden-bronstijd       |                                             |
| Zwaagdijk     | grafheuvel met drie skeletten |                                  |                                             |

## Overijssel
| Overijssel                 | Overijssel | Overijssel                                             | Overijssel                                           |
| Plaats                     | Beschrijving | Periode                                                | Afbeelding                                           |
| -------------------------- | --- | ------------------------------------------------------ | ---------------------------------------------------- |
| Borkeld                    | vele grafheuvels, de Rijksdienst voor het Oudheidkundig Bodemonderzoek heeft een tiental gerestaureerd                |                                                        | Grafheuvel in het veld ten zuiden van de Borkeldweg  |
| De Eese                    | grafheuvels, enkele zichtbaar gemaakt voor publiek                                                                    |                                                        | Grafheuvel in het Eeserveld                          |
| Eesveen                    | grafheuvels | kopertijd en/of bronstijd                              |                                                      |
| Elsen                      | grafheuvels op de Bovenberg, op de Apenberg                                                                           | kopertijd en/of bronstijd                              |                                                      |
| Hardenberg                 | waarschijnlijk is de heuvel waarop de joodse begraafplaats het Jodenbergje is aangelegd oorspronkelijk een grafheuvel |                                                        |                                                      |
| Hellendoorn                | grafheuvel aan de Haarle Sprengenberg, 3 grafheuvels                                                                  | kopertijd en/of bronstijd                              | De twee oostelijke heuvels, gezien vanuit het zuiden |
| Herike                     | grafheuvels | kopertijd / vroege bronstijd                           |                                                      |
| Hezingen                   | grafheuvel | kopertijd en/of bronstijd                              |                                                      |
| Holten                     | grafheuvel () | kopertijd                                              |                                                      |
| Hoge Hexel                 | grafheuvels op de Scharlebelt, aan de Hexelseweg, aan de Oude Zwolscheweg en in het Vossenbos                         | kopertijd en/of bronstijd en bronstijd/ijzertijd       |                                                      |
| Losser                     | grafheuvel | kopertijd en/of bronstijd en bronstijd en/of ijzertijd |                                                      |
| Mander                     | grafheuvels | kopertijd en bronstijd                                 | Twee grafheuvel in het Mander heideveld              |
| Markelo/Elsen              | vele grafheuvels op en rond de Friezenberg en het Elzenerveld en de Ezelsbelt                                         | kopertijd                                              | Grafheuvel bij de Friezenberg                        |
| Nutter                     | grafheuvels in het Nutterveld, in het Oud-Ootamrsumerveld en aan de Helweg bij de Wittebergweg                        | kopertijd en/of bronstijd                              |                                                      |
| Oldenzaal                  | Grafheuvel aan de Zandhorstweg De zeven grafheuvels bij het Hulsbeek                                                  | kopertijd en/of bronstijd                              |                                                      |
| Oud Ootmarsum              | terrein met 2 grafheuvels                                                                                             | kopertijd en/of bronstijd                              |                                                      |
| Vasse, Ootmarsum, Lädderke | diverse grafheuvels, zie ook Springendal en Vasserheide en Vassergrafveld en bij de Pletkuil                          | kopertijd en/of bronstijd                              |                                                      |

## Utrecht
| Utrecht                | Utrecht | Utrecht                   | Utrecht                         |
| Plaats                 | Beschrijving | Periode                   | Afbeelding                      |
| ---------------------- | --- | ------------------------- | ------------------------------- |
| Amerongen              | de Keienberg bij de Bergweg en andere plekken | kopertijd en/of bronstijd |                                 |
| Amersfoort             | vermeende grafheuvel, bekend als de Galgenberg, en een bevestigde grafheuvel vlakbij                                                                       |                           | De Galgenberg in 1980           |
| Driebergen-Rijsenburg  | drie grafheuvels | kopertijd en/of bronstijd |                                 |
| Doorn                  | grafheuvels in Kaapse Bossen en Stameren | kopertijd tot ijzertijd   |                                 |
| Utrechtse Heuvelrug    | meerdere grafheuvels |                           |                                 |
| Elst (gemeente Rhenen) | Meerdere grafheuvels |                           |                                 |
| Lage Vuursche          | meerdere grafheuvels, waaronder 6 bij Drakensteyn | kopertijd en/of bronstijd | Grafheuvels bij Drakensteyn     |
| Leusden                | grafheuvels op de Leusderheide en bij Treekerpunt; bij Oud-Leusden werd onder de huidige A28 een grafheuvel uit de Bronstijd aangetroffen                  | kopertijd en/of bronstijd |                                 |
| Soest                  | grafheuvels op de Soester Engh (Enghenbergje), grafheuvel uit de bronstijd in meerdere fasen opgebouwd en in het Monnikenbos, De Vlasakkers en De Stompert | kopertijd en/of bronstijd | Engenberchje op de Soester Engh |
| Soestduinen            | twee grafheuvels | kopertijd en/of bronstijd | Terrein met 2 grafheuvels       |
| IJsselstein            | grafheuvels ontdekt in 2009 | 2e eeuw n.Chr.            |                                 |